# Microcharis
Microcharis är ett släkte av ärtväxter. Microcharis ingår i familjen ärtväxter.

## Dottertaxa tillMicrocharis, i alfabetisk ordning[1]
- Microcharis ammophila
- Microcharis angolensis
- Microcharis annua
- Microcharis aphylla
- Microcharis asparagoides
- Microcharis brevistaminea
- Microcharis buchneri
- Microcharis butayei
- Microcharis cana
- Microcharis contorta
- Microcharis cufodontii
- Microcharis disjuncta
- Microcharis ephemera
- Microcharis galpinii
- Microcharis garissaensis
- Microcharis gyrata
- Microcharis karinensis
- Microcharis kucharii
- Microcharis latifolia
- Microcharis longicalyx
- Microcharis medicaginea
- Microcharis microcharoides
- Microcharis nematophylla
- Microcharis phyllogramme
- Microcharis praetermissa
- Microcharis remotiflora
- Microcharis sessilis
- Microcharis spathulata
- Microcharis stipulosa
- Microcharis tenella
- Microcharis tenuirostris
- Microcharis tisserantii
- Microcharis tritoides
- Microcharis wajirensis
- Microcharis welwitschii